# Princípio do duplo efeito
O princípio do duplo efeito é uma tese da filosofia moral, normalmente atribuída a São Tomás de Aquino. Ela visa explicar em que circunstâncias é permitido tomar uma ação tendo ao mesmo tempo consequências positivas e negativas (ou seja, um duplo efeito). Ela enuncia diversas condições necessárias para que uma ação possa ser moralmente justificada mesmo quando comporte um efeito ruim:
- A ação deve ser ela mesmo boa ou moralmente neutra;
- O efeito positivo deve resultar do ato e não do efeito negativo;
- O efeito negativo não deve ter sido diretamente desejado, mas deve ter sido previsto e tolerado;
- O efeito positivo deve ser mais forte que o negativo, ou ainda, ambos devem ser iguais.

Em suma, esta tese sustenta que existem situações onde é justificado produzir uma consequência ruim se ela é apenas um efeito colateral da ação e não intencionalmente buscado.

## Aplicações
Esta doutrina tem muitas aplicações, notadamente na teoria da guerra justa, refletindo-se também em assuntos atuais, como decisões bélicas e político-administrativas de Estado.
Assim, por exemplo, pela teoria, posso bombardear uma fábrica inimiga justificadamente, apesar de prever a morte de civis nas suas proximidades, pois não tenho a intenção de provocá-las — ao passo que o bombardeamento intencional de civis não seria permissível. O princípio tem suas raízes na filosofia moral tomista. Todas as causas das definições são altamente controversas.
Outro exemplo relevante seria matar alguém por legítima defesa. A intencionalidade é se manter vivo, pois tudo tende a se conservar no ser enquanto pode, isso é natural e é moralmente lícito para São Tomás.
Importante ressaltar é que a teoria não se aplica quando efeito bom se faz a partir do efeito mau, ou seja, o efeito bom não pode ser produzido pelo efeito mau. A teoria do duplo efeito gera ao mesmo tempo, a partir do ato, dois efeitos, uma bifurcação simultânea. Quando os efeitos não são simultâneos, ou seja, primeiro acontece um, para depois gerar-se o outro (imediatamente ou não após o primeiro), a teoria não se aplica.

## Críticas
A doutrina do duplo efeito é contestada pelos defensores do utilitarismo, que defendem que duas ações idênticas nas suas consequências devam ser de igual valor moral.